# Вико Мантегаца
Вико Мантегаца (на италиански: Vico Mantegazza) е италиански журналист, фотограф, писател, предприемач политик. Смятан е за специален италиански пратеник на Балканите от 1886 година, откъдето прави множество репортажи, ценен източник на българската история.

## Биография
Роден е в Милано, тогава в Австрия, на 22 януари 1856 година в семейството на Карло Мантегаца и Джулия Дела Кроче. Журналистическата си кариера започва в 1879 година като като редактор на римските вестници „Ил Фанфула“ и „Ла Либерта“. В 1886 година заминава като пратеник на Балканите, където е в ход Българската криза след съединението на Източна Румелия с Княжество България. Мантегаца следи събитията отблизо и ги отразява в своите. Успява да наблюдава и разказва много подробно голяма част от тези събития в своята кореспонденция, а след това и в книгата си „Два месеца в България, октомври и ноември 1886 г.: бележки на очевидец“ (Милано 1887 г.).
В 1887 година по време на Итало-етиопската война, когато италианската колониална политика се проваля при Догали, Мантегаца отива в Източна Африка от името на „Илустрационе Италиана“ и „Кориере дела Сера“ и остава там пет месеца, като отразява отношението на италианските офицери към първите местни части, характеризиращо се по същество с грубост, недоверие и расизъм. Тази командировка го прави известен и струва 18 000 лири, или 15% от бюджета, който „Кориере дела Сера“ отделя за редакцията. На следващата година Мантегаца публикува „От Масауа до Саати: разказ за италианската експедиция от 1888 г. в Абисиния“ (Милано, 1888 г.). Пише и кореспонденции за римското периодично издание „Пиетро Мика“.
След завръщането си в Италия става главен редактор на „Кориере дела Сера“, а в началото на 90-те години поема ръководството на вестник „Италия“ в Милано и след това на „Национе“ във Флоренция.
Мантегаца се връща се към африканските теми след катастрофата при Адуа, в книгите си „Италианците в Африка. Обсадата на Макале“ и „Войната в Африка“, и двете публикувани във Флоренция в 1896 година. В тези книги Мантегаца прави преглед на международната позиция на Италия, представя подробна история на десетгодишното италианско присъствие в Африканския рог – от десанта на Масава до поражението от етиопците – но преди всичко той прави дълъг преглед на парламентарните дебати по отношение на колониалната политика, без да пести критики както към правителството, така и към опозицията. Основна критика е, че след Адуа не е започнало сериозно превъоръжаване. Книгите му са частично повлияни от журналистическия подход: отделните глави, макар и преработени и много дълги, запазват структурата и хронологията на вестникарските статии.
В 1896 година по повод брака на престолонаследника Виктор Емануил с принцеса Елена, дъщеря на краля на Черна гора Никола I, Мантегаца посещава малкото балканско кралство, което описва в книгата си „До Черна гора. Държава без парламент. Бележки и впечатления (август-септември 1896 г.)“ (Флоренция, 1896 г., Милано, 1910 г.). В книгата Мантегаца предлага Италия да координира балканската си политика с Русия, а не с Австро-Унгария.
В 1900 година Мантегаца е италиански комисар на Парижкото изложение от 1900 година. В същата година е повикан от Сидней Сонино да ръководи „Итали“, политически ежедневник на френски език, който поддържа на консервативни позиции, преди да предаде ръководството на Даниеле Олива. Той също така сътрудничи на вестник „Патрия“, излизащ в Рим от декември 1900 година до ноември 1906 година.
В началото на ХХ век на дневен ред в центъра на балканските събития излиза Македонският въпрос. Мантегаца отива в Македония през март и април 1903 годин, точно преди голямото Илинденско-Преображенско въстание и вследствие написва книгата „Македония“ (Милано, 1903).
По мнението на историка и балканист Марко Дого, писаният на Мантегаца за Балканите имат недостатъци в сравнение с тези на Виктор Берар или Хенри Брейлсфърд – липсва му сериозен анализ и използва прекалено цветист език. Но пък за разлика от много други италиански интелектуалци Мантегаца няма антиславянски предразсъдъци и не ограничава интересите си до Албания или Адриатическо крайбрежие. Книгите и статиите му изпълняват важна информационна функция. По Македонския въпрос Мантегаца дава достатъчно прецизен образ на събитията и героите, въпреки че се впуска в екзотиката или авантюризма. Без да знае български език, Мантегаца представя България и на Всемирната изложба в Милано през 1906 година, което показва доверието, с което се ползва в София. Освен това вниманието на Мантегаца към бизнес сделките винаги е било успоредно с журналистическата му дейност.
Междувременно от 1906 година Мантегаца започва да издава годишника „Кестиони ди Политика Естера“, в който намират място всички основни теми от международната политика. Мантегаца се занимава с африкански въпроси в дългото есе „Мароко и Европа“ по повод конференцията в Алхесирас (Милано, 1906), докато в „Другата страна: Италия и Австрия в Адриатика“ (Милано, 1906) отново разкрива липсата си на симпатии към съюза с Виена.
През май 1908 година Мантегаца се завръща в Македония, воден също от съобщението, направено от австро-унгарското правителство за балкански железопътен проект, тема, към която той е много чувствителен. Той пътува по новата железопътна линия Цариград-Солун и оттам стига до Битоля, където вижда добре провала на реформите в Османската империя, желани от европейските сили.
Изправен пред конфликтите между балканските народи, Мантегаца вярва, че Силите не могат да приложат принципа на националността, за да разрешат проблемите, които разтърсват Османската империя, нито да продължат, както в миналото, с обикновена ампутация. В тома „Либерална Турция и балканските въпроси“ (Милано, 1908) той говори не само за Македонския въпрос, но и за българската независимост и за анексията на Босна и Херцеговина от Австро-Унгария, чието признаване от италианска страна му изглежда прибързано, тъй като навлича на Италия антипатията на балканските славяни, на първо място на сърбите. Мантегаза гледа с добро око на Младотурската революция, която го кара да се надява на положителни промени.
Мантегаца е сред собствениците на компанията „Антивари“, която е основана през декември 1905 година за извършване на различни икономически операции в Черна гора. Той става секретар на дружеството със задачата да поддържа връзки с властите, по-специално в Букурещ и Белград, и пътува няколко пъти до Черна гора. В 1910 година Мантегаца дава отчет за всички събития и постижения на компанията в брошурата „Пристанище Атнивари, железопътната линия Атнивари-Вир, езерото Скутари (Компания „Атнивари“)“. Той се връща към темата в една военновременна публикация („Пристанището на Антивари: италиански инициативи в Черна гора“, Милано, 1916 г.) и години по-късно настоява на факта, че това е било предприятие, което не е имало за цел печалба, а политически резултати.
В 1909 година Мантегаца заминава за САЩ, среща се с президентта Теодор Рузвелт и на следната 1910 година публикува книгата „Към Съединените щати: американската опасност“ (Милано, 1910 г.).
С реализъм Мантегаца вижда видя, отвъд навиците и обичаите, които не одобрява, силата на американския гигант, способен да изнася вече и промишлени стоки, а не само зърнени храни или суровини, както и готов от време на време да се противопостави на хегемонистичните или експанзионистични инициативи на Великобритания, Германия и Япония. Той изразява разочарование, че Латинска Америка навлиза в орбитата на САЩ. Неговият умерено консервативен манталитет, когато се сблъсква със свободата на обичаите на американските жени или с черния въпрос, в крайна сметка показва някои черти на нетолерантност. Мантегаца се самокритикува за всичко това в кратък текст „Съединените щати в защита на Европа“ (Милано, 1919 г.), в който признава, че не е успял да оцени напълно качествата на американската демокрация.
Също в 1910 година Мантегаца публикува „Менелик: Италия и Етиопия“ (Милано, 1910). Мантегаца одобрява без колебание Итало-турската война (1911 – 1912) и публикува кратък текст с красноречиво заглавие „Триполи и правата на цивилизацията“ (Милано, 1912 г.). Той също така подкрепя италианската полиника за невръщане на Додеканезите под османско владичество. В 1914 годин излиза по-обхватният текст „Средиземноморието и неговият баланс“, който има предговор от министъра на флота Джовани Бетоло. Макар и смятан от някои изследователи за полуофициален пропагандатор на правителствената политика, Мантегаца показва необичайна свобода на преценка в многобройните периодични издания, на които сътрудничи през този период: „Джорнале д'Италия“, под редакцията на Алберто Бергамини, „Нуова Антология“, „Мониторе дел Комерчио“, „Расеня Контемпоранеа“, вестник, смятан за ляво-либерален, „Ревиста Колониале“, орган на Италианския колониален институт, интервенционисткият лист „Патрия“, „Идея Национале“, „Вита Италияна ал'естеро“ на Джовани Прециози, „Италия ал'Естеро“ на Родолфо Фуа.
Мантегаца се връща към Македония, България и Балканите в книгата си „Велика България“ (Рим, 1913). Това е текст, роден от победите, постигнати в Първата балканска война от Четворния съюз (България, Гърция, Черна гора и Сърбия) срещу Османската импери. Мантегаца е развълнуван, че балканските съюзници успяват да изгонят османците от Европа. С особена ревизия в 1913 година той включва Македонския въпрос в българския и разглежда Македония само като неосвободена земя, която се връща към родината. Мантегаца е възхитен от тежестта, която България придобива във войната и на полуострова, а някои от неговите исторически анализи предричат новия междубалкански конфликт шест месеца по-късно.
В 1912 година италианската фирма „Бреда“ подписва договор за важна поръчка от българското правителство, но последното избира по-добро германско предложение и в началото на 1913 година ръководителите на Италианската търговска банка изразяват разочарованието си пред София чрез Мантегаца, макар и без голям успех. През април 1913 година Мантегаца отива в Букурещ, където получава аудиенция при крал Карол I, който проявява голям интерес към съживяването на проекта за железопътна линия от Адриатика до Дунава.
Междувременно Мантегаца се занимава и с територията, на която италианското обществено мнение обръща най-голямо внимание, Албания. Неговата книга „Албания“ (Рим, 1912) се появява малко преди Исмаил Кемали да провъзгласи, по време на Първата балканска война, независимостта на Албания. Той приветства този политически акт, въпреки слабостта на новороденото държавно образувание, и се надява на особено близки отношения с Италия.
Така в годините преди Световната война Мантегаца е част от онази група журналисти, работещи в Италия или в чужбина, които позволяват на „Кориере дела Сера“ да „усеща подземните настроения на външната политика“ често преди самия Дворец. Миланският вестник посвещава първата редакционна статия на убийството в Сараево още на 14 юли 1914 година и тя е подписана от Мантегаца. От 1915 година Мантегаца разказва конфликта в огромния си труд „История на световната война“ (I – VII, Милано, 1915 – 1919), който му печели похвалите на личности като Луиджи Кадорна, Луиджи Луцати, Паоло Бозели, Фердинандо Мартини, Джовани Бетоло, министъра и адмирал Леоне Виале.
След Младотурската революция Мантегаца изрява мнението, че ако Турция стане „нормална“ страна, тя няма да създава повече грижи, а би била предопределена за важна международна роля и Италия би трябвало да сътрудничи с нея. Вместо това, няколко години по-късно, подобно на много други италианци, Мантегаца вече не вярва, че е възможно да се приложат ефективни реформи в Турция и въз основа на това, което се случи с християнското население на Балканите, той прогнозира решителна намеса на силите за разрешаване на все по-очевидния контраст между турското мнозинство и арменското малцинство. Мантегаца не е чужд на италианските икономически инициативи по отношение на Мала Азия и им посвещава тома „Хераклея: италианците в Ориента“ (Рим, 1922), в който твърди, че традиционният колониализъм може да бъде заменен от икономическо и културно проникване. Следователно концесията на мините в Хераклея, получена от Волпи, му изглежда отлична инициатива, особено като се има предвид недостигът на суровини, и по-специално въглища, в Италия.
Мантегаца не забравя интереса си към Балканския полуостров и Близкия изток дори в последната си работа, очевидно посветена на съвсем различна тема: изграждането на директната железопътна линия Рим-Бари. Книгата „През Молизе. За пътищата на Изтока“ (Рим, 1924 г.), публикувана, когато Бенито Мусолини вече е на власт. Тезата му е, че развитието на Молизе и по-общо на Южна Италия, особено по отношение на железопътните и пътните връзки, е функционално за връзките между различните италиански региони и проникването на италиански стоки на източните пазари. Изрично заявява, че Южният въпрос трябва да бъде решен с убедителния принос на Севера, който успява да изнася своите стоки благодарение на обединението; в противен случай други страни, които са много по-напреднали от индустриална гледна точка, биха пласирали своите продукти там. Освен това транспортирането на стоки и особено на военни доставки във вътрешността, а не по крайбрежието, е от съществено значение за него в случай на вражеска атака откъм Адриатическо море. Следователно той смята, че прекият маршрут Рим – Бари, чието изграждане подкрепя, е от голямо военно значение.
След Първата световна война Мантегаца сътрудничи на „Еки и Коменти“, преглед на печата, публикуван в Рим под ръководството на Акиле Лория от септември 1920 година. Мантегаца, който живее в Рим, е член на Асоциацията на италианския периодичен печат. Той има различни отличия – велик офицер на Ордена на Свети Маврикий и Лазар, Големия кръст на Ордена на Короната на Италия, командир на Ордена на звездата на Италия. С раждането на фашисткия режим славата му помрачнява, но политическите му убеждения не го карат да заеме открити опозиционни позиции.
Мантегаца умира в Милано на 28 октомври 1934 година.